# Безансонський трамвай
Безансонський трамвай (фр. Tramway de Besançon) — трамвайна мережа французького міста Безансон.

## Історія
- Докладніше: Безансонський історичний трамвай[fr]

Перші трамваї на вулицях міста з'явилися у 1897 році, у наступні півтора десятиліття мережа активно розвивалася. Під час другої світової війни трамвайна мережа майже повністю була зруйнована, у повоєнні роки її частково відновили, але вже у 1952 році ліквідували. Сприяла ліквідації величезна зношеність всього обладнання та дефіцит коштів на його відновлення. Після ліквідації трамваю, громадський транспорт в місті більше 60 років був представлений лише автобусами.

## Сучасна мережа
Розмови про повернення трамваю почалися у 2004 році після того як з'ясувалося що громадський транспорт Безансона представлений лише автобусами не задовольняє потребам міста. Проектування сучасної трамвайної лінії почалося у 2008 році, остаточно проект затвердили у 2010 році і будівництво розпочалося навесні наступного року. Трамвайна лінія довжиною 14,5 км з 31 зупинкою була відкрита наприкінці літа 2014 року. Хоча формально в місті два трамвайних маршрути, більша частина лінії використовується спільно, що робить другий маршрут лише невеликим відгалудженням від основної лінії. Також в системі існує невелика одноколійна ділянка, побудована на надто вузькій вулиці на якій неможливо побудувати дві колії. Мережу обслуговують 19 зчленованих, трисекційних низькопідлогових трамваїв CAF Urbos 3. Трамваї курсують містом з 5:00 до 1:00, інтервал руху починається від 5 хвилин у годину пік на спільній ділянці.

## Галерея

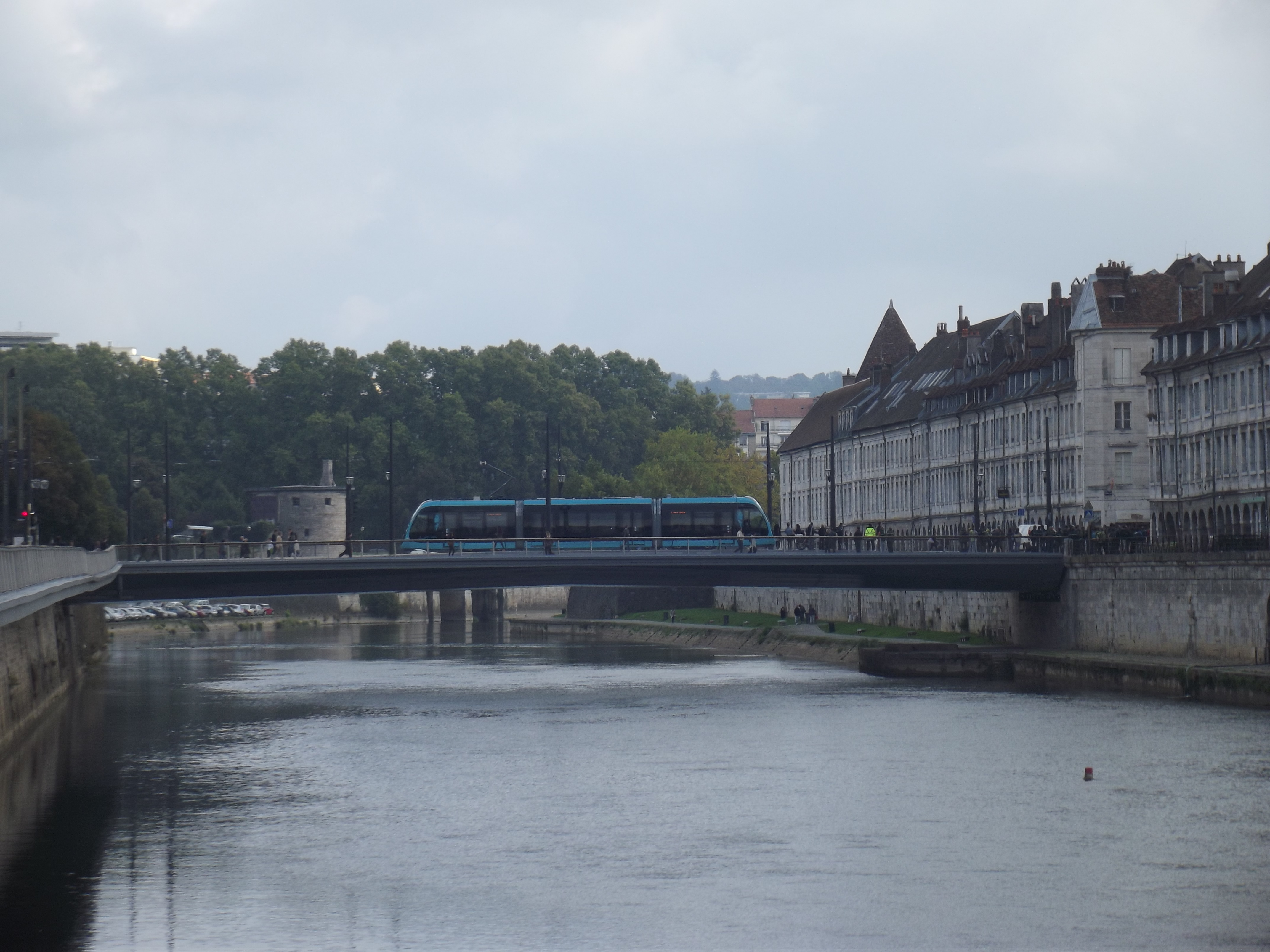
Трамвай на мосту через річку Ду
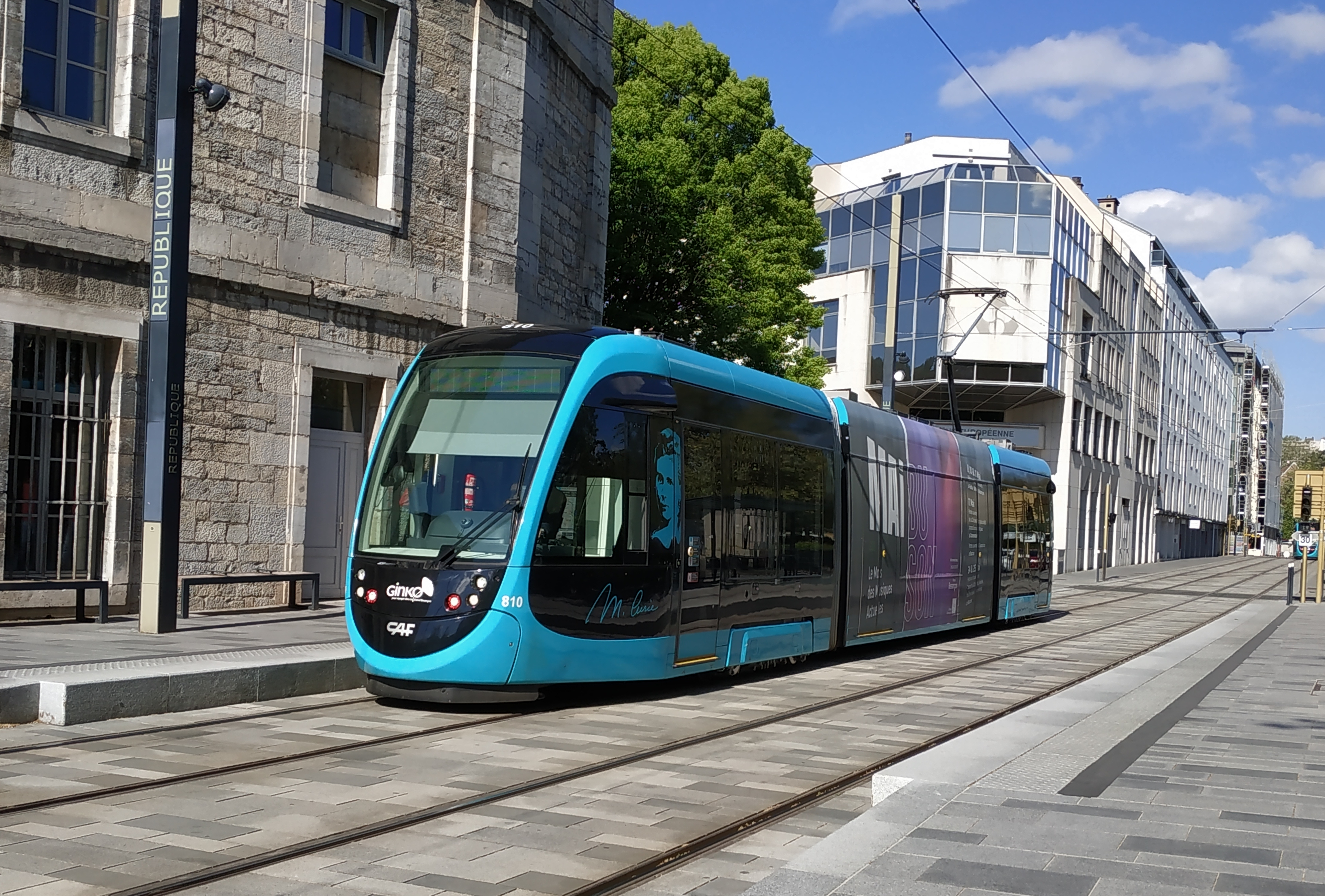
Трамвай на вулицях міста